# 卡布斯蘇丹大學
卡布斯蘇丹大學（阿拉伯语：جامعة السلطان قابوس），是位於西南亞阿曼首都馬斯開特的一所公立綜合性大學，建立於1986年，是阿曼第一所公立大學。